# Fadl al-Scha'ira

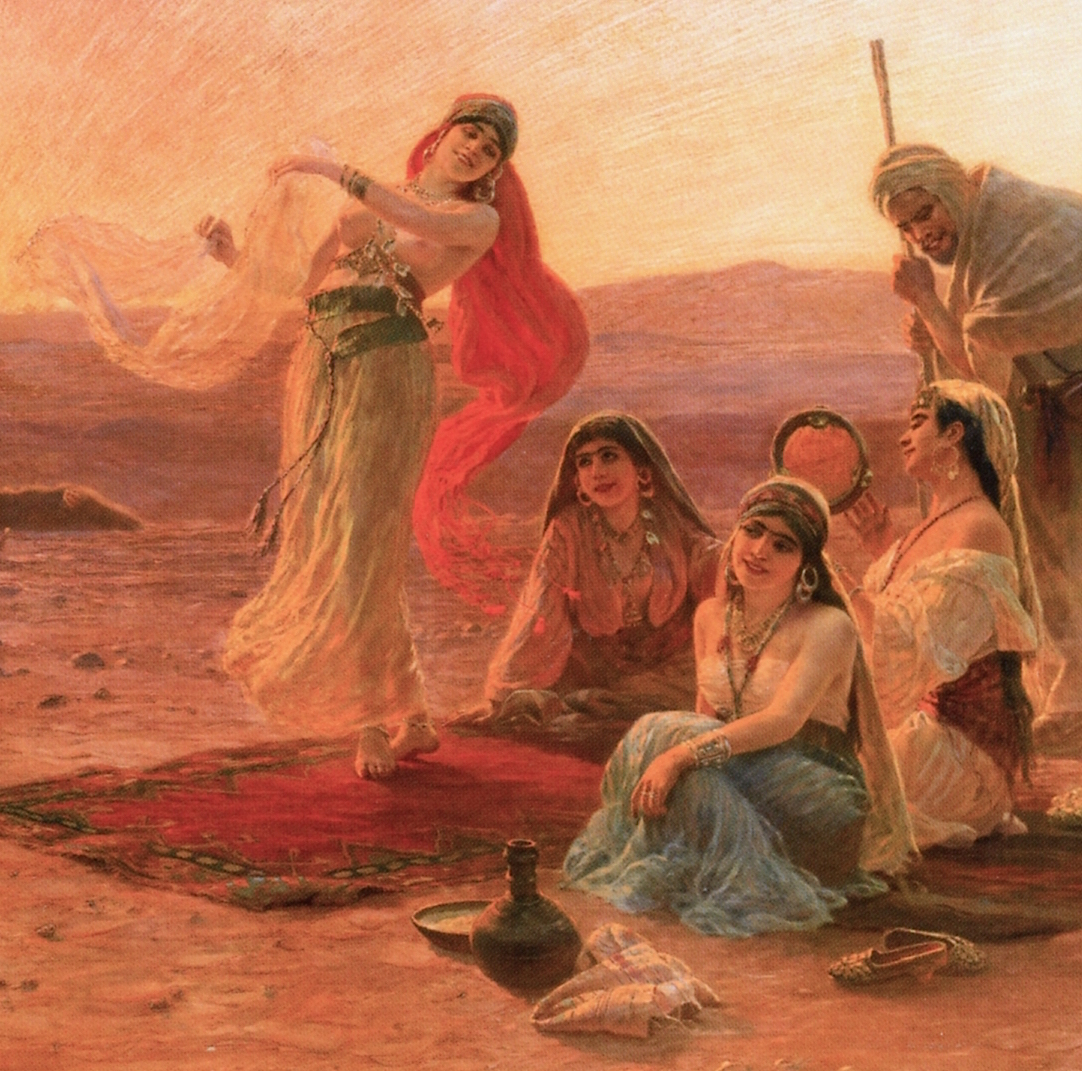
Sängersklavinnen; Orientalismus-Gemälde von Otto Pilny.

Fadl al-Scha'ira, arabisch فضل الشاعرة, DMG Faḍl al-Schāʿira ‚Fadl, die Dichterin‘, auch bekannt als Fadl al-Yamamiya, geb. im 9. Jahrhundert, gest. 871/874 war eine Dichterin und Sängersklavin des zehnten Abbasiden-Kalifen al-Mutawakkil (822–861, reg. 847–861). Sie gilt neben Arib al-Mamuniyya als eine der bedeutendsten und berühmtesten Sängersklavinnen.

## Leben

### Frühe Kindheit und Jugend
Zu Fadl al-Scha'iras frühen Leben liegen verschiedene Berichte vor, die inhaltlich voneinander abweichen. Sie wird als eine Muwallada - von ethnisch gemischter Herkunft - aus der südirakischen Basra beschrieben.
- Einer Erzählung nach, war ihre Mutter eine Muwallada-Sklavin aus al-Yamama im heutigen Saudi-Arabien, wo auch Fadl noch zur Welt gekommen sein könnte; sie selbst wurde im Hause eines Mannes vom Stamm der Abd al-Qais erzogen und ausgebildet, der sie schließlich als Sklavin verkaufte.[1][3]
- Nach einem Bericht von Muhammad ibn Da'ud ibn Dscharrah, den auch Fadl selbst bestätigt haben soll, war sie dagegen die Tochter eines Mannes der Banu Abd al-Qais, der aber noch vor ihrer Geburt starb. Entgegen dem islamischen Sklavenrecht, nachdem das Kind einer von ihrem Besitzer geschwängerten Sklavin frei geboren wird und die schwangere Mutter nicht verkauft werden darf, verkaufte der Sohn des Mannes nun die Mutter und so wurde Fadl - nach islamischen Recht illegal - in die Sklaverei geboren.[1][2][3]
- Einer weiteren Darstellung nach, erlebte Fadls Vater die Geburt noch und erkannte sie als seine legitime Tochter an. Nach dem Tod des Vaters wurde Fadl jedoch von ihren Halbbrüdern in die Sklaverei verkauft. Diese Version wird Fadl al-Scha'ira selbst zugeschrieben.[1][3]

### Als Sklavin im Besitz des Kalifen al-Mutawakkil

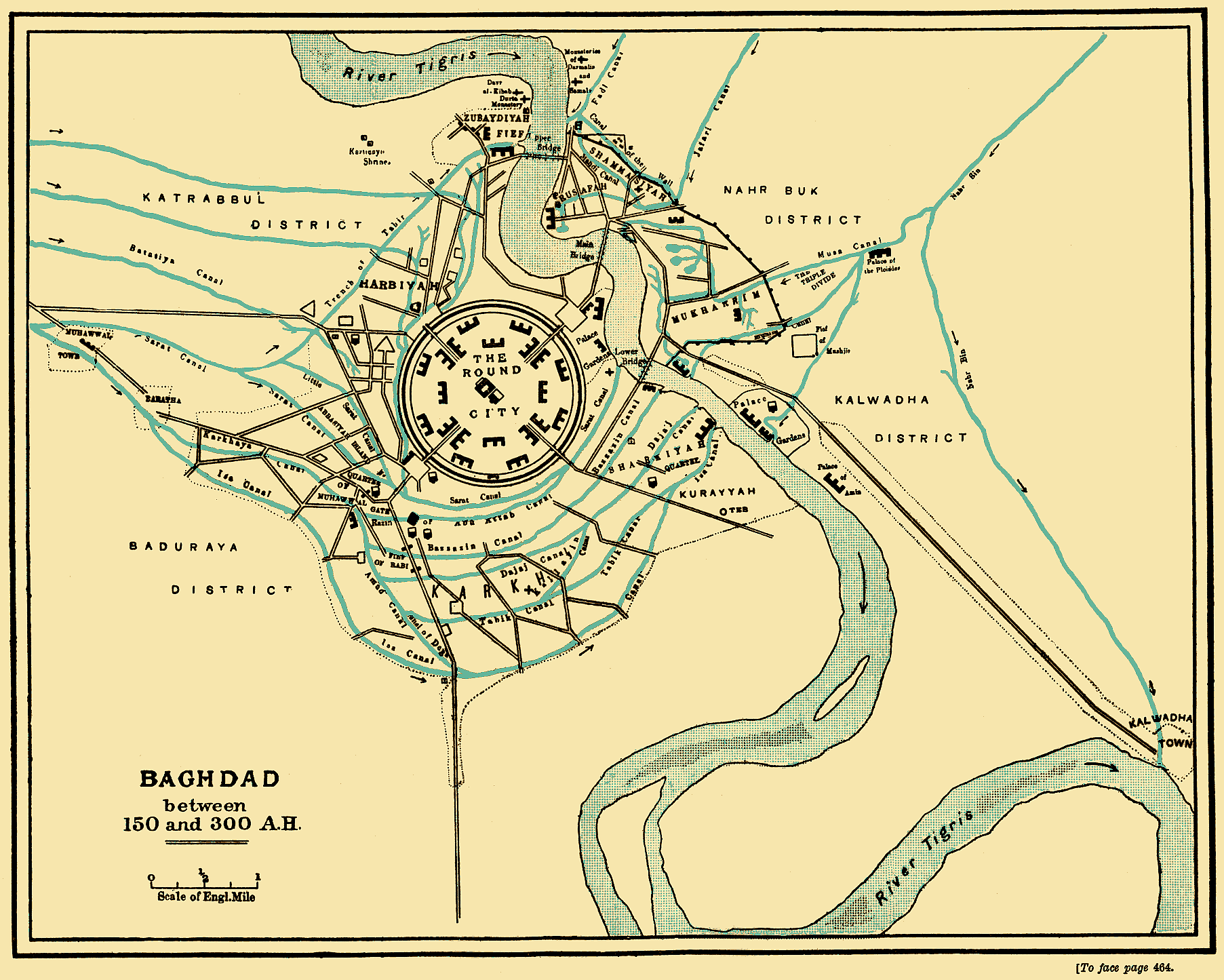
Baghdad im 9. Jahrhundert, das Viertel al-Karch liegt südlich der Rundstadt.

Sicher ist, dass Fadl entweder direkt oder über Zwischenhändler nach al-Karch, einem Stadtteil von Bagdad, an einen Sklavenhändler namens Husnawaihi verkauft wurde. Von diesem wurde sie für zehntausend Dinare an Muhammad ibn al-Faradsch al-Ruchadschi verkauft, dem Bruder von Umar ibn al-Farradsch al-Ruchadschi, der sie schließlich dem zehnten Abbasiden-Kalifen al-Mutawakkil (822–861, reg. 847–861) schenkte.
Der Kalif fand Gefallen an ihr, vor allem bewunderte er ihre Schlagfertigkeit, die sie schon bei ihrem ersten Zusammentreffen mit ihm unter Beweis stellte. So soll al-Mutawakkil gefragt haben: „Bist du wirklich eine Dichterin?“, woraufhin Fadl antwortete: „Die, die mich kaufen und verkaufen, sagen das (zumindest) alle.“
Fadl stand in al-Mutawakkils Gunst und hatte an dessen Hofversammlungen einen Ehrenplatz, regelmäßig trat sie in poetisch-literarischen Wettstreit. Ebenso zog sie einen regelrechten literarischen Salon um sich herum auf; wobei sie als „dichterisch begabteste Frau ihrer Zeit“ angesehen wurde. Viele hofften von ihr protegiert zu werden, manche Männer verehrten sie als Frau.
Schließlich wurde sie von al-Mutawakkil in die Freiheit entlassen.

### Weiteres Leben
Nach ihrer Freilassung durch den Kalifen pflegte Fadl mehrere Liebschaften, die sie auch in ihren Gedichten beschrieb, so etwa mit dem Dichter Said Sa'id ibn Humaid und dem Sänger Bunan ibn Amr. Auch nach ihrer Freilassung verkehrte sie weiter in der Umgebung der Kalifen, sowohl bei ihrem ehemaligen Besitzer al-Mutawakkil bis zu dessen Ermordung im Jahr 861, als auch später mit seinen Nachfolgern al-Muntasir (reg. 861–862), al-Mu'tazz (reg. 866–869) und al-Mutamid (reg. 870–892).
Fadl al-Scha'ira starb im Jahr 871 oder 874.

## Aussehen- und Charakterzeichnung
Die Quellen zeichnen Fadl al-Scha'ira mit den folgenden Attributen: Sie war eine braunhaarige Frau und von attraktivem Äußeres; kokett, schlagfertig und lebensfroh, gebildet von scharfsinnigem Geist.

## Rezeption
In der klassisch-arabischen Literatur wird Fadl al-Scha'ira in den klassischen Werken über Sängersklavinnen erwähnt, so bei Abū l-Faradsch al-Isfahānī  (897–967) in seinem Kitab al-Aghani (Das Buch der Lieder) und im Kitāb al-Imāʾ aš-šawāʿir ‚Das Buch der Dichtersklavinnen‘, in Nisa'a al-khulafa von Ibn al-Sa'i (1197–1276), sowie in Ibn Fadlallah al-Umaris (1301–1349) Hauptwerk, dem Lexikon Masālik al-abṣār fī mamālik al-amṣār, in seinem Kapitel über bekannte Sängersklavinnen.
- Ihr Zeitgenosse Ibrahim ibn al-Mudabbir sagte über Fadl: „Nur wenige in der göttlichen Schöpfung können es mit Fadl aufnehmen, was Handschrift, Klarheit des Stils, Eloquenz des Ausdrucks und die Fähigkeit, einen Satz zu drehen, betrifft.“[12]

## Wissenswertes
Der arabische Name Fadl bedeutet wörtlich: Vorzug, Vorrang.

## Poesie (Auswahl)
„Edler Wein, wie der leuchtende Mond, in einem Trinkbecher, wie ein strahlender Stern! (Edler Wein), um den eine grüne Fliege ihre Runden dreht, wie der Vollmond der Finsternis über einen schlanken, glänzenden Gerte an einem Jüngling, wunderbarer als etwas, das (zuschlagen und Knochen) brechen (kann), wie ein schneidend scharfes Schwert.“
„Meine Entschlossenheit erwacht, meine Qual wächst, du bist fern, obwohl du in der Nähe wohnst, soll ich mich über dich beschweren, oder mich bei dir beschweren? Der unglücklich Liebende kann sich nicht entscheiden.“

„Der Mond, der Euch so sehr ähnelt, mein Herr, hat die Dunkelheit vertrieben. Erhebe dich! Lasst uns satt werden: ein nächtlicher Drink, ein Kuss. Bevor die Seelen der Schläfer zurückkehren und uns entlarven.“

### Arabische Primärquellen
- Abū l-Faradsch al-Isfahānī (897–967): Kitab al-Aghani / Das Buch der Lieder, Hauptwerk von al-Isfahani.
- Abū l-Faradsch al-Isfahānī (897–967): Qiyān - The Concubines (Kitāb al-Imāʾ aš-šawāʿir (كتاب الإماء الشواعر / ‚Das Buch der Dichtersklavinnen‘)), Riad El-Rayyes Books Ltd., London 1989, ISBN 1-85513-020-3

- Ibn al-Sa'i (1197–1276): Nisa'a al-khulafa. Englische Übersetzung: Shawkat M. Toorawa und Library of Arabic Literature: Ibn al-Sa'i –Consorts of Caliphs, New York University Press, New York 2017. Engl. Übersetzung von: Die Frauen der Kalifen.
- Ibn Fadlallah al-Umari (1301–1349): Masālik al-abṣār fī mamālik al-amṣār. Ins Deutsche übersetzt von Yasemin Gökpinar: Der ṭarab der Sängersklavinnen: Masālik al-abṣār fī mamālik al-amṣār von Ibn Faḍlallāh al-ʿUmarī (gest. 749/1349): Textkritische Edition des 10. Kapitels Ahl ʿilm al-mūsīqī mit kommentierter Übersetzung, Ergon Verlag, Baden-Baden 2021.

### Sekundärliteratur
- Yasemin Gökpinar: Der ṭarab der Sängersklavinnen: Masālik al-abṣār fī mamālik al-amṣār von Ibn Faḍlallāh al-ʿUmarī (gest. 749/1349): Textkritische Edition des 10. Kapitels Ahl ʿilm al-mūsīqī mit kommentierter Übersetzung, Ergon Verlag, Baden-Baden 2021.
- Michael Stigelbauer: Die Sängerinnen am Abbasidenhof um die Zeit des Kalifen Al-Mutawakkil : nach dem Kitāb al-Aġānī des Abu-l-Farağ al Iṣbahānī und anderen Quellen dargestellt, VWGÖ, Wien 1975.
- Shawkat M. Toorawa und Library of Arabic Literature: Ibn al-Sa'i –Consorts of Caliphs, New York University Press, New York 2017. Engl. Übersetzung von: Die Frauen der Kalifen.